# 项圈炸弹银行抢劫案
项圈炸弹银行抢劫案于2003年8月28日发生在美国宾夕法尼亚州伊利，是1起涉及银行抢劫、寻宝游戏、土制炸弹的案件。案件始于比萨店外卖员布莱恩·威尔斯在警方的包围下，被繫在脖子上的项圈炸弹爆炸炸死。事件被电视实况转播，被民众称为“项圈炸弹”、“比萨爆炸客”案。由于案件的复杂性，美国联邦调查局、美国烟酒枪炮及爆炸物管理局、宾夕法尼亚州警察展开联合调查行动，而案件的犯案手法也是前所未闻，美国有线电视新闻网称案件是“有史以来联邦调查局碰到的最复杂最奇特的1件案子”。案件也获得大众媒体广泛报道，Netflix在2018年将案件制作成系列纪录片《天才恶魔：披萨炸弹客》。经过调查，侦查人员发现威尔斯曾参与1起银行抢劫案，不过同犯向他谎称脖子上的炸弹是假的，而他也不知道同伙想炸死他。家人表示威尔斯并不愿意参与案件。最终，联邦大陪审团判处案件主犯玛乔丽·代尔-阿姆斯特朗、肯尼斯·巴恩斯犯有银行抢劫罪、合谋罪、持有武器罪。同案犯威廉·“比尔”·罗斯斯坦去世，比尔室友弗洛伊德·斯托克顿因作证指控代尔-阿姆斯特朗，免于起诉。2008年，美国区域法官肖恩·J·麦克劳克林判处巴恩斯45年联邦监禁，2年后代尔-阿姆斯特朗被判处终身监禁。

## 过程

### 项圈炸弹
案中项圈炸弹是一副形如缠绕在脖颈的大手铐的铰链式项圈，配有置于下巴下方的四个钥匙孔、一个内有两枚管状炸弹和两个厨房用计时器的正方形部件及一个挂在胸前的电子计时器。炸弹有多条没有连接的电线、一个玩具手机和多张写着假警告的贴纸，用来扰乱视线。

### 披萨外卖
案发前，威尔斯曾在伊利市的妈妈咪呀披萨店（Mama Mia's Pizzeria）送了十年外卖。2003年8月28日，中午1点半刚过，披萨店接到了从靠近加油站的一座公共电话打出的通话。店主无法理解顾客的需求，便把电话递给了威尔斯。威尔斯接过电话，按要求送两份披萨到离披萨店数英里的桃子街（Peach Street）8631号，这个地方在一条土路的尽头，是WSEE-TV的转播站 。
威尔斯抵达电视塔时，发现计划有变，意识到身上的炸弹是真的。不过，家人质疑这项证词，认为威尔斯在陌生人枪口胁迫下参与了案件。同谋伯恩斯、代尔-阿姆斯特朗、罗斯斯坦和斯托克顿案发时都在场。
警方经过询问，得知斯托克顿就是将炸弹套在威尔斯脖子上的人。威尔斯发现炸弹是真的时，伯恩斯用手枪开了一枪，胁迫威爾斯遵从命令，有目击者听到了这声枪响 。炸弹装好后，威尔斯拿到一根形似手杖的土制霰弹枪。
按照指示，威尔斯要声称自己被三名黑人劫为人质，强迫戴上炸弹。

### 寻宝游戏
威尔斯的尸体上有一份九页纸的手写“炸弹人质”指南，上面有抢劫银行的详细指南。指南上还有一份寻宝游戏指令，威尔斯需要在限时内找齐几把钥匙，延迟爆炸时间并最终拆除炸弹。指南警告威尔斯，一切行动都会有严密的监视，任何尝试联系警方的举动都会导致炸弹爆炸。指南末尾写道：“马上行动，以后再思考，不然你就死定了！”（ACT NOW, THINK LATER OR YOU WILL DIE!）

### 抢劫
根据指令，威尔斯“安静地”进入桃子街顶峰镇中心（Summit Towne Center）的PNC银行，给出纳员一张索要25万美元的便条，同时用霰弹枪警告所有不合作尝试逃跑的在场人士。下午2点30分，威尔斯进入银行，将便条递给出纳员。便条写着，炸弹会在15分钟内爆炸，必须在时限内交出全部款项。然而，出纳员不能快速进入金库，只给了威尔斯一个装有8702美元的包，威尔斯拿到后便离开了银行 。
2点38分，银行内的一名目击者给9-1-1报警，指一名“脖颈处缠着炸弹或其他东西”的男子离开了银行，这是事件的第一通报警电话。根据目击者证词和监控画面，威尔斯进入银行后就去排队，来到柜台前就开始吃棒棒糖。威尔斯离开时挥舞着手中的手杖枪和钱袋，目击者表示他就像查理·卓别林。

### 逮捕和死亡

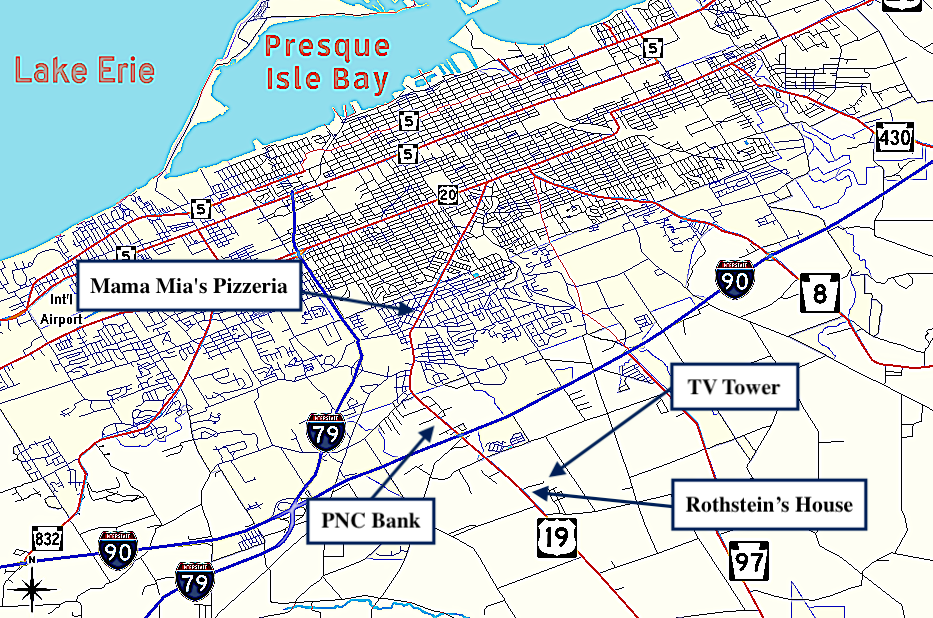
案发地点地图

威尔斯离开银行15分钟后，找到了寻宝游戏中的第一把钥匙。就在他找第二把钥匙时站在自己的车子外面，警方迅速将他逮捕，上手铐，要他坐在停车场地上。威尔斯告诉警察，有三名陌生的黑人将炸弹套在他的脖子上，给了他一把霰弹枪，告诉他如果不抢银行和完成其他任务，就会杀掉他。
到场的警察并没有拆除炸弹，而是重点驱散了附近的行人，确保威尔斯不会引爆炸弹。下午3点4分，距离从银行打出的第一通电话至少30分钟、威尔斯被捕约10分钟，拆弹小组出发。3点18分，拆弹小组到场3分钟前，炸弹爆炸，威尔斯的胸部炸出了一个拳头大小的洞，数分钟后毙命。当地的交通拥堵拖延了拆弹小组的到场，不过烟酒枪炮及爆炸物管理局仍然认为小组出勤迅速。

## 密谋
案件遇害者布莱恩·威尔斯（Brian Wells）生于宾夕法尼亚州沃伦，母亲罗斯（Rose），父亲是朝鲜战争退伍老兵哈罗德·韦尔斯（Harold Wells）。1973年，16岁的威尔斯还在上高二，便被伊利东高中（Erie's East High School）开除，他之后去当汽修工。
主犯玛乔丽·代尔-阿姆斯特朗（英語：Marjorie Diehl-Armstrong，1949年9月29日 – 2017年4月4日），少年时期起患有躁郁症等多重心理疾病，自那时起似乎已经成为连环杀手。不过，玛乔丽在高中和甘农大学读硕士时都是一位“模范学生”，但心理问题到了二十多岁开始恶化。1984年，玛乔丽向躺在沙发上的男友罗伯特·托马斯连开六枪将其杀害，然而她在庭审上称自己是出于自卫，获得释放。她之后的丈夫和几位男友也在离奇的环境下死亡。玛乔丽于2017年4月4日因乳腺癌并发症在狱中病逝，享寿68岁 。
主犯肯尼斯·巴恩斯（英語：Kenneth Barnes，1954年 – 2019年6月20日），退休电视修理工、霹雳可卡因贩子、玛乔丽的“钓鱼伙伴”。肯尼斯身患糖尿病，2019年6月20日因相关并发症在狱中病逝，享寿64或65岁 。
共犯威廉·安塞尔·“比尔”·罗斯坦（英語：William Ansel "Bill" Rothstein，1944年1月17日 – 2004年7月30日），父亲马蒂亚斯·罗斯斯坦（Matthias Rothstein），母亲B·维珍尼亚·布莱纳（B. Virginia Bryner）。马蒂亚斯于1945年到1978年经营萝拉瓶装公司。罗斯坦于1960年代末1970年代初结识玛乔丽。1977年，罗斯坦涉嫌犯下一起谋杀案，当时他把手枪借给了一位朋友，这位朋友用枪杀了他的一个情敌。后来，罗斯坦尝试销毁武器，但由于交换证词，被免于起诉。罗斯坦身高6.2英尺（1.88米），经常穿工作服。他是一位勤杂工，兼任劳作课执导老师。他参加了由与环境格格不入的知识分子成立的“破碎知识分子”组织。他还能操流利的法语和希伯来语。2004年7月23日，此前曾检测出非霍奇金氏淋巴瘤出现弥漫性大细胞型骨髓增生性淋巴瘤症状的罗斯坦被送往米尔克里克社区医院（Millcreek Community Hospital），7月30日在医院病逝，享寿60岁。
共犯小弗洛伊德·亚瑟·“杰伊”·斯托克顿（英語：Floyd Arthur "Jay" Stockton Jr.，1947年 – ），在罗斯坦家中躲藏的逃犯，因强奸残疾青少年被定罪。因作证指控玛乔丽被免于起诉，但由于疾病，他从未被传唤出庭作证。
在肯尼斯·巴恩斯家中，威尔斯、玛乔丽、罗斯坦商讨赚钱的路子。玛乔丽建议巴恩斯杀害父亲哈罗德·迪尔（Harold Diehl），从而继承遗产。巴恩斯告诉玛乔丽，如果能给他200,000美元（相当于2023年的$331,000）就愿意去做。为了拿到足够的钱让巴恩斯杀害玛乔丽的父亲，项圈炸弹银行抢劫阴谋由此诞生。伯恩斯后来为获得减刑，向侦查人员供认玛乔丽是案件的主谋。此外，上述的玛乔丽、巴恩斯和罗斯坦都患有囤积病。
威尔斯遇害后，侦查人员搜查了他的家，找到一份熟人名单，其中有两位他家人不认识的妓女。其中一位妓女杰西卡·霍普西克（Jessica Hoopsick）認識巴恩斯，巴恩斯跟她卖过大麻，还把房子给她用。
执法部门报告指出，威尔斯在案发前一天曾参与案件的策划，熟悉这个复杂的计划，不过他认为案件所使用的炸弹是假的，万一自己被抓住，可以拿它给自己脱罪。联邦调查局的一份书面陈述书显示，两名证人确认案发一个月前曾听到威尔斯说要去抢劫。案发前一天，威尔斯被人看到离开罗斯坦家，侦查人员认为他是去彩排。据认为，威尔斯遇害是要减少目击者的数目 。
家人和朋友认为威尔斯在案中的参与及死亡存在争议，指他在枪口的威胁下被迫戴上炸弹。

## 后续
美国广播公司驻伊利分支机构WJET-TV利用航拍镜头直播案发现场画面，但炸弹爆炸一幕因技术问题没有播出。该电视台将画面交给了联邦调查局的侦查人员、美国广播公司的主管办公室及纽约州水牛城的姊妹台。画面随后被华盛顿特区电台DC101的一名怪谈节目主持人曝光，他于2003年9月在个人网站贴出视频。到了WJET-TV要求他删掉影片后，视频已在多家影片分享网站流传。
虽然字条告诉威尔斯有额外时间找出每把钥匙，但警方后来按照字条指明的路线模拟过程，发现无法在指定的时间完成任务，从而暗示威尔斯没有足够时间拆除炸弹。警方為了保留項圈的完整,把威爾斯的頭直接從身體上分離，此舉動讓威爾斯家屬極為不諒解，沒有正常的救護程序，而是選擇切開頭顱保留物證項圈。

### 罗伯特·皮内蒂之死
案件的同案犯还涉及另外两起死亡案。2003年8月31日，威尔斯的披萨店同事、另外一名外卖司机罗伯特·托马斯·皮内蒂（Robert Thomas Pinetti）被发现因吸毒过量死在家中。

### 詹姆斯·罗登谋杀案
2003年9月20日，住在电视塔附近的罗斯坦通知警方，说他们在家中车库的冰柜中，发现一名叫詹姆斯·罗登（James Roden）的男子尸体。打完报警电话后，罗斯坦伪造了一封遗书，表明他的死跟威尔斯无关。侦查人员并不认为罗登尝试过自杀。
罗登是与玛乔丽同居10年的室友。在审讯中，罗斯坦表示玛乔丽和她当时的男友罗登因金钱问题陷入纠纷，玛乔丽一扭之下用一管12口径的霰弹枪杀了他。后来，玛乔丽给罗斯坦付了2,000美元，帮助藏匿尸体，清理玛乔丽家中的行凶痕迹。
2005年1月，玛乔丽认罪，但由于杀害罗登有心理疾病层面的原因，她被判7到20年监禁。也有说话指玛乔丽杀害罗登，是要阻止他把抢劫阴谋的情报透露给当局。

### 玛乔丽和伯恩斯的指控
2005年4月，玛乔丽一名州警官，称她了解威尔斯案的相关信息。在之后与联邦调查局探员的会面中，她向对方开出条件，如果能把她从曼西州立惩教所转移到剑桥斯普林斯一间最小限度安保的监狱，就会公布自己知道的一切情报。在一连串的询问中，玛乔丽承认提供過兩個用來做炸弹的厨房用计时器，还称案件主脑是罗斯坦，威尔斯直接参与计划，但是當時的警方以及聯邦政府並沒有透漏給任何媒體知曉炸彈是由兩個定時器製作而成，此番對話變成了玛乔丽是否為共犯的一大突破點。
2005年末，因另外的贩毒指控被关押的巴恩斯，被姐夫供认了犯罪细节。2008年9月3日，巴恩斯承认犯下抢劫银行及协助教唆罪。同年12月3日，他被伊利的联邦法官判处45年监禁。
2006年7月，美国联邦检察官玛丽·贝丝·布坎南宣布玛乔丽和伯恩斯被控犯罪，其中玛乔丽为首脑。已去世的罗斯坦和威尔斯被定性为未起诉的共犯。布坎南称威尔斯从头到尾参与案件的谋划，但是他的同谋给他安装了一颗真正的炸弹，即使炸弹被移走也会爆炸。但是在威尔斯最喜愛的娼妓潔西卡的自白裡表示，威尔斯之所以會成為共犯是因為自己為了金錢以及賭品需求，在威尔斯完全不知情的情況下介紹給巴恩斯當作搶銀行的最後執行人，並不是由威尔斯主動去加入此項犯罪計畫，另有民眾表示搶案前一天目睹威尔斯進入巴恩斯家中開會，潔西卡表示當天12點他與威尔斯一同在外到下午2點半，對於4點要上班的威尔斯而言是不太可能去參加這場搶案前預備會議的。

### 玛乔丽的审判
2008年7月29日，美国区域法官肖恩·J·麦克劳克林初步认为玛乔丽由于身患多种精神错乱疾病，心理状态无法到达开庭的条件，表明该裁决将在她在精神病院接受治疗一段时间后进行审查。她之后被送往德克萨斯州的联邦心理健康机构。
2009年2月24日，法官麦克劳克林安排于2010年3月11日举行听证会，决定玛乔丽是否不具备开庭条件。9月9日，法官断定条件不成熟。2010年10月，玛乔丽代表为自己进行自我辩护。她要求更改聆讯地点，认为伊利媒体广泛报道案件会让她无法得到公正的审判。法官驳回诉求，指出该指控不寻常：“整个[新闻]报道在实际情况下都是尽可能真实和客观的”。
2010年11月1日，法庭断定玛乔丽武装抢劫银行、串谋实施武装银行抢劫和在犯罪中使用破坏性设备罪名成立。2011年2月28日，玛乔丽被判无期徒刑，与2005年谋杀罗登的刑期共同进行。2012年11月，美国联邦第三巡回上诉法院确认玛乔丽的罪名。2013年1月，美国最高法院驳回了她的“移诉”请求，拒绝审理她的案子。2015年12月，玛乔丽再次上诉失败。

### 霍普西克认罪
2018年，杰西卡·霍普西克承认参与案件。《时代杂志》的梅丽莎·陈（Melissa Chan）写道：“霍普西克称一名共犯找到她，去找一个害怕卷进银行抢劫案的‘地鼠’。”2018年纪录片《天才恶魔：披萨炸弹客》中，霍普西克认定巴恩斯同谋，声称她推荐了认为容易被说服的威尔斯。霍普西克承认她算计威尔斯，以换取金钱和毒品，并為自己的行为表示后悔，称威尔斯事先并不知道抢劫的事情。烟酒枪炮及爆炸物管理局的探员杰森·维克（Jason Wick）表示，2003年的时候霍普西克并不合作，但当局“一直认为（她）对这起案件有更多的了解”。然而，维克也担心霍普西克不是可靠的证人。

## 媒体关注
随着案件的进展，调查行动受到全美媒体的报道。由于案件时隔九一一恐怖袭击两年发生，许多媒体一开始认为案件是恐怖主义行为。福斯广播公司的《全美通緝令》三次播出案件的报道，公开新出炉的证据，希望警方可能获得更多案件的线索。
由于犯案手法复杂且新颖，案犯让许多人着迷。2011年1月号的《连线》杂志报道了故事。2012年，侦查员杰里·克拉克（Jerry Clark）和记者埃德·帕拉特拉（Ed Palattella）发表著作《披萨炸弹客：美国最令人震惊银行抢劫案中不为人知的故事》（ ISBN 042525055）。2018年5月，Netflix上线关于案件的系列纪录片纪录片《天才恶魔：披萨炸弹客》。
威尔斯事件也启发了众多虚构作品。2006年全国广播公司电视连续剧《偷天盗影》的试播集就以事件为蓝本。剧中柴克·艾弗隆扮演的青少年披萨外卖员被迫参与一起抢劫案，胸前挂着一枚炸弹。与现实生活中的事件一样，炸弹被引爆并杀死受害者，但引爆机制是无线发射器。
2011年美国喜剧电影《驚魂半小時》讲述了一位披萨外卖员被迫穿上炸弹背心抢劫银行。由于剧情与威尔斯案相似，威尔斯的家人表示批评，但索尼影业集团表示电影制作人不了解威尔斯的案件。
一项研究信息新颖性的科学研究研究了有关威尔斯案发展的一批新闻报道。